# Lancia Prisma
O Lancia Prisma é um modelo compacto produzido pela fabricante italiana Lancia entre 1982 e 1989, como a versão sedã do Lancia Delta. Assim como o Delta hatchback, foi projetado por Giorgetto Giugiaro, e estava disponível com opção de tração integral.

## Galeria
- Vista traseira do Lancia Prisma
- Lancia Prisma 4WD Integrale